# L'espia

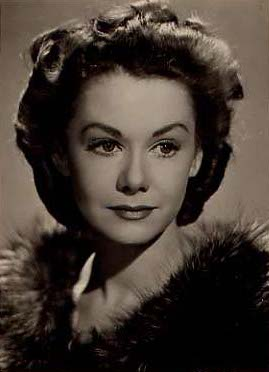
Imatge de l'actriu Sonja Wigert.

L'espia (títol original, Spionen) és una pel·lícula biogràfica noruega del 2019 dirigida per Jens Jønsson. És una adaptació de la biografia Sonja Wigert: Et dobbeltliv d'Iselin Theien (2010). S'ha doblat al valencià per a À Punt i al català central per a TV3.
El rodatge va tenir lloc entre Noruega i Bèlgica a la tardor de 2017.

## Argument
L'acció comença a Estocolm l'any 1941, que va ser neutral durant la Segona Guerra Mundial. L'estrella de cinema noruega Sonja Wigert s'enamora del diplomàtic hongarès Andor Gellért, enmig de la guerra que esclata a la resta d'Europa. Quan rebutja un esdeveniment cultural a Skaugum, molesta el mateix Reichskommissar Josef Terboven, que respon arrestant el seu pare.
En conseqüència, Sonja Wigert comença a cooperar amb el servei de seguretat suec per alliberar el seu pare i intenta infiltrar-se als nazis a Oslo. Però Wigert no només posa la seva pròpia vida en perill. Aviat l'amor de la seva vida es veu arrossegat a la seva nova vida com a espia.

## Repartiment
- Ingrid Bolsø Berdal com a Sonja Wigert
- Rolf Lassgård com a Thorsten Akrell
- Damien Chapelle com a Andor Gellért
- Alexander Scheer com a Josef Terboven
- Erik Hivju com a Sigvald Hansen
- Edvin Endre com a Patrik Olsson
- Johan Widerberg com a Baron Bernd von Gossler
- Gitte Witt com a Vibeke Falk
- Julius Feldmeier com a Wilhelm Müller-Scheld
- Ingrid Vollan com a Carmen Kirsebom
- Anders T. Andersen com a Leif Sinding
- Johannes Kuhnke com a Karl Gerhard
- Claes Ljungmark com a Carl Petersén
- Fredrik Lycke com a August Finke
- Jakob Diehl com a Heinrich Fehlis
- Daan Aufenacker com a Hans Thomsen
- Albin Grenholm com a Torsten Flodén
- Jesper Malm com a Henry Gleditsch

## Premis i reconeixements

### Premis
- Festival Internacional de Cinema Noruec de 2020[7][8]
  - Premi Amanda al millor maquillatge per a Siw Järbyn
  - Premi Amanda al millor disseny de vestuari per a Ulrika Sjölin

### Nominacions
- Kosmorama de 2019: Millor actriu per a Ingrid Bolsø Berdal[9]
- Festival Internacional de Cinema Noruec de 2020: Premi Amanda al millor actor secundari per a Alexander Scheer[7][8]